# 酒井明 (法務官僚)
酒井 明（さかい あきら、1944年 - ）は、日本の法務官僚、入国審査官、危機管理研究者。東日本入国管理センター所長、法務省広島入国管理局長等を経て、千葉科学大学危機管理学部教授、日本危機管理学会特別顧問、東京福祉大学・大学院特任教授。ハーバード大学法学修士。

## 人物・経歴
千葉県生まれ。1969年東京大学教育学部卒業。1973年一橋大学大学院法学研究科修士課程修了、法学修士。指導教官は杉原泰雄。1978年、ハーバード大学ハーバード・ロー・スクール修士課程修了、LL.M.。法務省に入省し、東日本入国管理センター所長、高松入国管理局長、仙台入国管理局長、広島入国管理局長を経て、2005年、千葉科学大学危機管理学部危機管理システム学科教授に就任。グローバル危機管理研究を専攻し、日本危機管理学会理事、日本児童安全学会事務局長等を歴任。学校法人鎌形学園理事、ふるさとテレビ顧問、学校法人茶屋四郎次郎記念学園理事、東京福祉大学大学院特任教授、日本危機管理学会特別顧問。2014年、法務行政事務功労により瑞宝小綬章を受章。

## 著書
- 『幼保施設等安全・安心ハンドブック』ぎょうせい 2007
- 『グローバル危機管理ゼミナール』青山社 2011

## 参照
1. 1 2 3  「役員」日本危機管理学会
2. ↑  「昭和47年度 学位授与・単位修得論文」
3. ↑  「酒井 明 (Akira Sakai)」千葉大学大学
4. ↑  「外国人労働者受け入れ拡大 酒井明氏「選別的に受け入れるべき」、小野五郎氏「国民のこと考えて検討を」」産経ニュース2014.3.7 12:48
5. ↑  「シェイダさん仮放免申請 再び不許可に」
6. ↑  「リスクマネジメントの専門知識・事例を学ぶ」
7. ↑  学校法人茶屋四郎次郎記念学園役員一覧　（令和3年9月17日現在）
8. ↑  「酒井明教授に瑞宝小綬章、平成26年秋の叙勲」千葉科学大学